# Aula magna dell'Università di Macerata
L'Aula magna dell'Università di Macerata è stata edificata e decorata tra il 1890 e il 1894 dall'ingegnere Italiano Bezzi, dall'architetto Giuseppe Rossi e dal pittore Giulio Rolland per celebrare le antiche origini dell'ateneo. Attualmente, a seguito del terremoto del 2016, la sala è inagibile, con un progetto di restauro programmato per il 2025.

## Storia

### Contesto storico

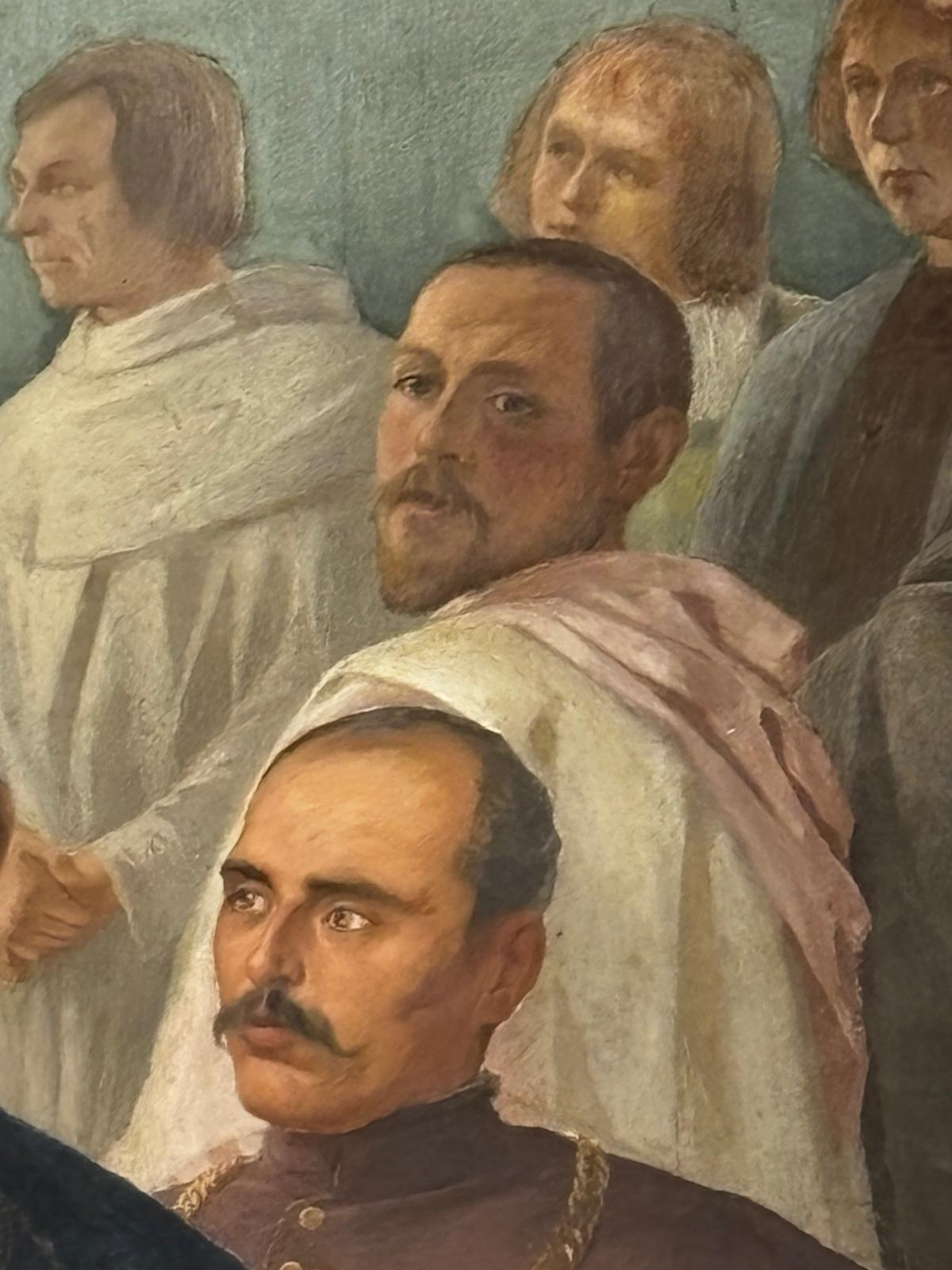
Dettaglio del dipinto dell'Aula magna con i probabili ritratti di Carlo Calisse (in basso) e del pittore Giulio Rolland (Capriotti 2016)

L'Aula magna dell'Università di Macerata fu progettata a partire dall'anno 1890, su iniziativa dei rettori dell'epoca, Raffaele Pascucci (in carica dal 1º novembre 1887 al 28 febbraio 1890) e Carlo Calisse (dal 1º marzo 1890 al 30 novembre 1892).
Dopo l'Unità d'Italia l'ateneo maceratese rischiava di essere soppresso, a causa dell'esiguo numero di studenti e della mancanza di uno stabile e autorevole corpo docente, che tendeva a trasferirsi verso università più prestigiose. Nel 1889 i vertici dell'ateneo, su iniziativa del rettore Pascucci, cercano di legittimare l'esistenza dell'università appellandosi all'antichità delle sue origini come elemento di prestigio. Viene quindi individuata la data del 1290 come anno di istituzione dell'ateneo maceratese, così da poter celebrare nel 1890 il VI centenario della fondazione.
In realtà, il primo documento che fa riferimento esplicito a uno Studium è la bolla del pontefice Paolo III del 1540. La fondazione nel 1290 era stata già avanzata da alcuni eruditi a partire dal XVII secolo sulla base di 18 atti notarili. In essi si certificava che nel settembre di quell'anno il comune di Macerata aveva inviato in varie località limitrofe dei banditori a notificare che Quicumque vult ire ad studium legis, vadat ad dominum Guliosum de Monte Granario qui permanet ad dictam Maceratam quia ibi retinebit schol(am), qui intendit incipere in die festo beati Luce proximum venturum, e che quindi nel mese di ottobre del medesimo anno sarebbero iniziate le lezioni dello studio generale. Tuttavia questi atti non certificano una vera e propria istituzione, perché lo studium legis era tenuto da un maestro privato, non abilitato alla concessione dei gradus doctorales; il controllo del Comune assicurava comunque un certo carattere pubblico. Non esiste alcuna traccia documentale di una istituzione nel 1290 di un ateneo con regolare bolla papale (regnante all'epoca papa Niccolò IV), né nelle fonti locali, né negli Archivi Vaticani.

Questa tradizione viene strumentalmente riattivata prima dal rettore Pascucci e con maggior forza dal suo successore Calisse. Per avvalorare il 1290 come anno di fondazione, quest'ultimo promuove la costruzione dell'Aula magna come spazio simbolico e identitario, facendola decorare con un ciclo di dipinti: 
Su queste pareti rivivranno i gloriosi principi del nostro ateneo, riparleranno quei tempi, in cui, sei secoli indietro, i nostri maggiori, ispirati ad un entusiasmo di cui oggi si sente desiderio, fondavano questo studio di legge.
Una grande epigrafe marmorea nell'Aula ricorda enfaticamente l'iniziativa celebrativa promossa dal rettore Calisse.

### Vicende costruttive
L'Aula magna è ubicata al piano terra dei locali attualmente occupati dal Dipartimento di Giurisprudenza. Questi spazi erano in origine un corpo unico con la chiesa di S. Paolo, progettata dall'architetto Ambrogio Mazenta tra il 1623 e il 1655, a seguito di un lascito testamentario del maceratese Vincenzo Berardi a favore dell'ordine dei Chierici regolari di San Paolo, detti comunemente padri Barnabiti, il cui collegio occupava anche le strutture contigue alla chiesa.
L'Università, dopo il 1888, richiede al Comune l'utilizzo di questi spazi, nonostante la rivendicazione d'uso della confraternita del Sepolcro in virtù di un contratto di enfiteusi. La questione rimane sospesa per circa due anni in attesa di una decisione definitiva del sindaco di Macerata. Nel 1889 al progetto iniziale si aggiunge, per iniziativa del rettore Pascucci, l'ammodernamento di ulteriori spazi, contribuendo allo stallo. Al termine della sua carica, Pascucci stanzia dei fondi per le celebrazioni della ricorrenza della presunta fondazione, utilizzati poi dal suo successore Carlo Calisse.

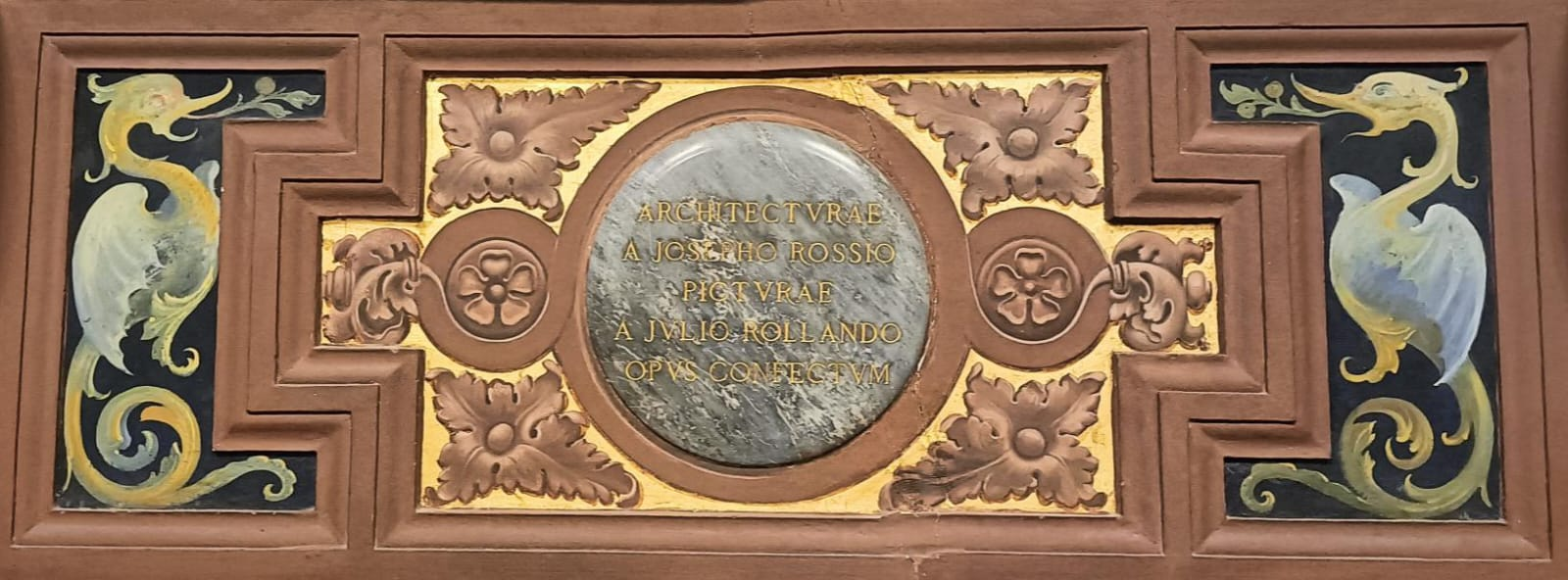
epigrafe marmorea con i nomi di Giuseppe Rossi e Giulio Rolland

Nel maggio 1890 il nuovo rettore, anche in risposta alla crescita degli studenti, evidenzia la necessità di ampliare i locali disponibili, affidando all'ingegnere Italiano Bezzi un progetto di ridistribuzione degli stessi. Ad agosto, il municipio cede i locali superiori, precedentemente occupati da una scuola elementare femminile. Bezzi include nel suo progetto anche l'Aula magna, con relative decorazioni affidate a Giuseppe Rossi, ma a causa del poco tempo disponibile i lavori procedono senza appalti. L'Aula viene inaugurata il 14 novembre 1890, nonostante le decorazioni non fossero ancora terminate. Negli anni successivi la decorazione pittorica è affidata a Giulio Rolland e un'epigrafe marmorea nella parete d'ingresso ricorda i lavori dell'architetto e del pittore.

## Descrizione

### Arredi

#### Soffitto

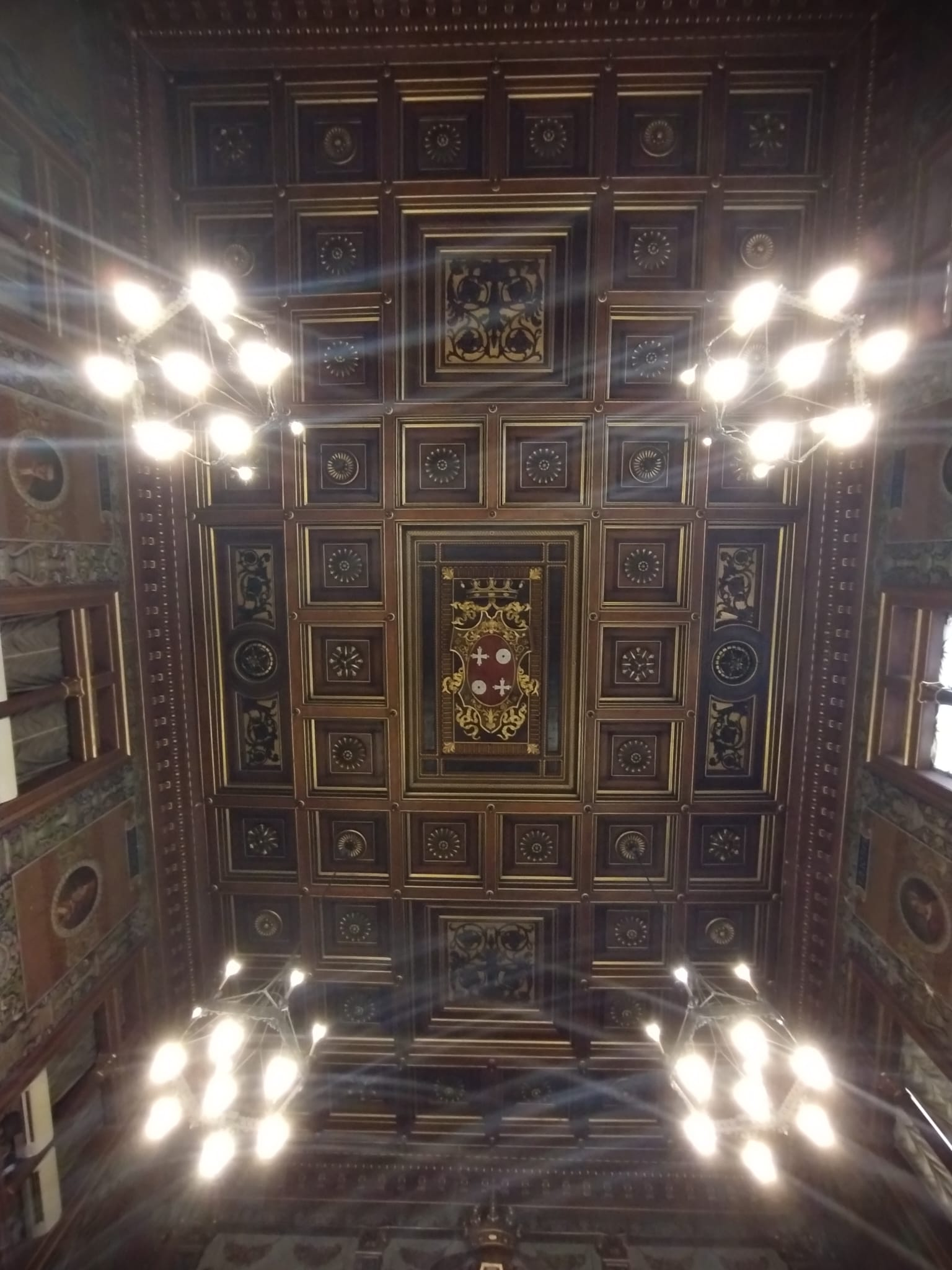
Soffitto a cassettoni dell'Aula magna dell'Università di Macerata

Il soffitto a cassettoni in legno era già stato ultimato sotto la guida di Giuseppe Rossi al momento dell'inaugurazione nel 1890. Per la realizzazione degli intagli in legno si era rivolto allo stabilimento Talli di Firenze e ai falegnami maceratesi Odoardo Pettoni, Francescho Torresi e un certo Micciani. In seguito all'esecuzione dei cicli pittorici dell'Aula, la Commissione amministrativa dell'Università decide di arricchire con dorature tutti i rilievi architettonici nel soffitto e nelle pareti.

#### Stemmi, busti e porte

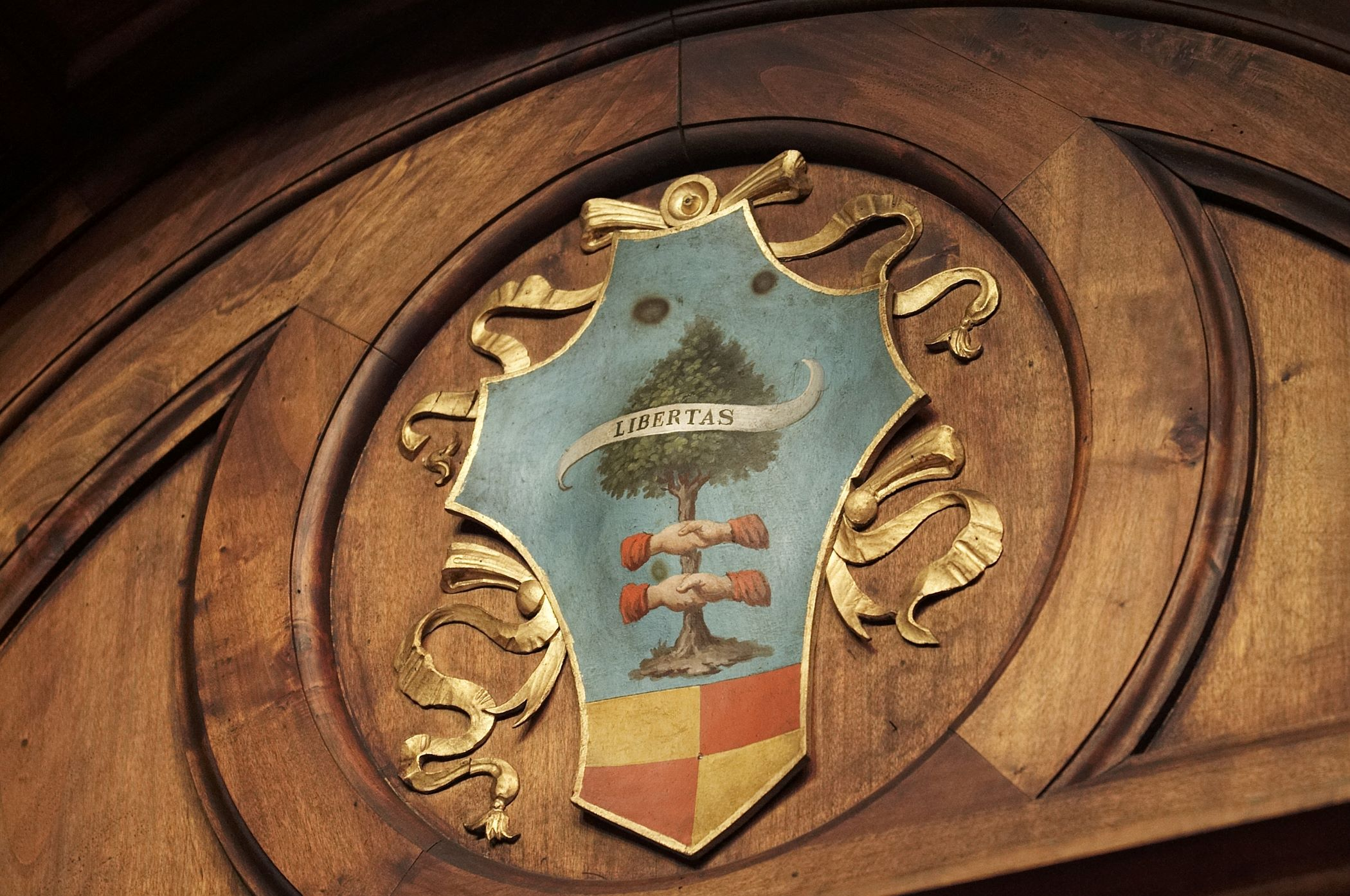
Stemma della città di Pesaro raffigurato nell'Aula Magna dell'Università di Macerata

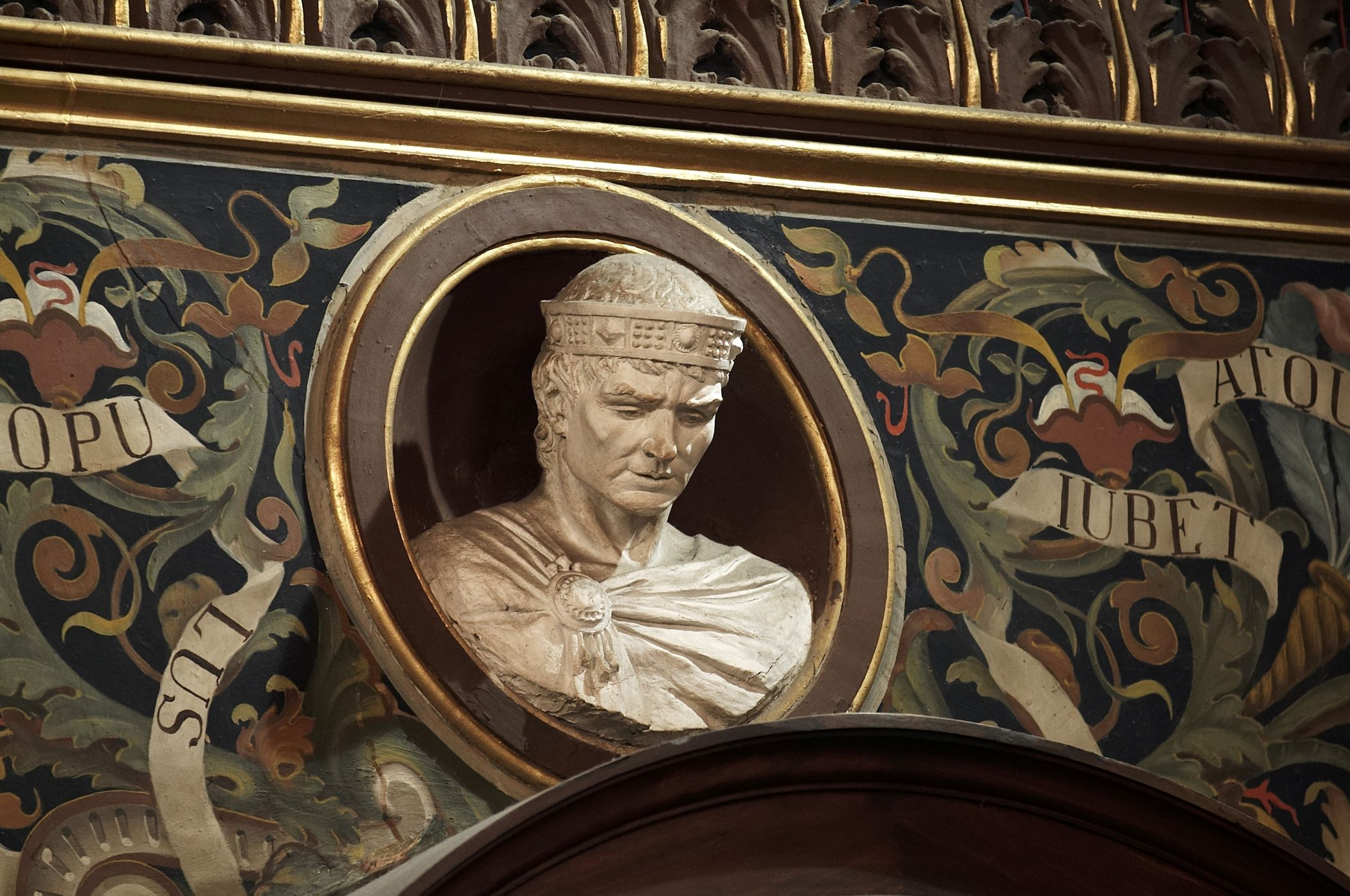
Busto decorativo nell'Aula Magna dell'Università di Macerata

A Giuseppe Rossi è richiesta anche la realizzazione dello stemma dei Savoia, collocato al centro dell'attico sopra la cattedra. Sopra ciascuna delle sei porte, sotto un arco, sono collocati stemmi lignei dipinti che corrispondono ad altrettante importanti città delle Marche (da destra a sinistra di chi entra: Pesaro, Ancona, Urbino, Camerino, Fermo, Ascoli). A loro volta, sopra ogni arco, sono presenti sei busti in gesso bianco, all'interno di oculi. A fianco di questi ultimi, in alcuni cartigli, intrecciati a racemi, scorrono citazioni tratte dal Digesto. Sulla parete d'ingresso si trovano i busti degli imperatori Giustiniano e Teodosio. Gli altri quattro giuristi sono Paolo, Papiniano, Triboniano e Ulpiano.

#### Cattedra, pergamene dipinte e banchi
L'imponente cattedra in legno dell'Aula magna, realizzata da Rossi, è collocata al di sotto dello stemma della famiglia Savoia. Ai suoi lati sono state dipinte due pergamene entro cornici dorate. La pergamena dipinta a destra della cattedra riporta il bando proveniente da Ascoli, che annuncia l'avvio di lezioni di legge a Macerata nel 1290. Quella posta sulla sinistra recita:
Universitatem celebremque academiam ibidem instituit Nicolaus IV pont. Max. anno 1290 aemque iterum restituit Paulus III die 1 iulii 1540 omnibus privilegiis, quibus Bononiensis, Patavina caeteraeque Italiae pollent universitates.
In questo passo Ferdinando Ughelli attribuisce a Niccolò IV l'istituzione dell'Università, facendo riferimento alle parole di Pirro Aurispa, professore dell'Ateneo e giurista maceratese.
I banchi presenti all'interno dell'Aula sono stati realizzati sotto la supervisione di Rossi e intagliati dal maceratese Romolo Cappelloni.

### Ciclo pittorico
Il 13 giugno 1891 la commissione costituita ad hoc dal rettore esamina i bozzetti per i dipinti presentati dal perugino Domenico Bruschi e dal romano Giulio Rolland, selezionando la proposta di quest'ultimo in quanto più "fedele alla storia dell'epoca", ma anche per le condizioni economiche più vantaggiose.
Il perno del ciclo decorativo dell'Aula magna è una massima tratta dal Digesto che corre su tutta la fascia che divide il sistema figurativo in due cicli: uno storico, in basso, e uno allegorico, nell'attico. L'iscrizione recita:

#### Ciclo storico

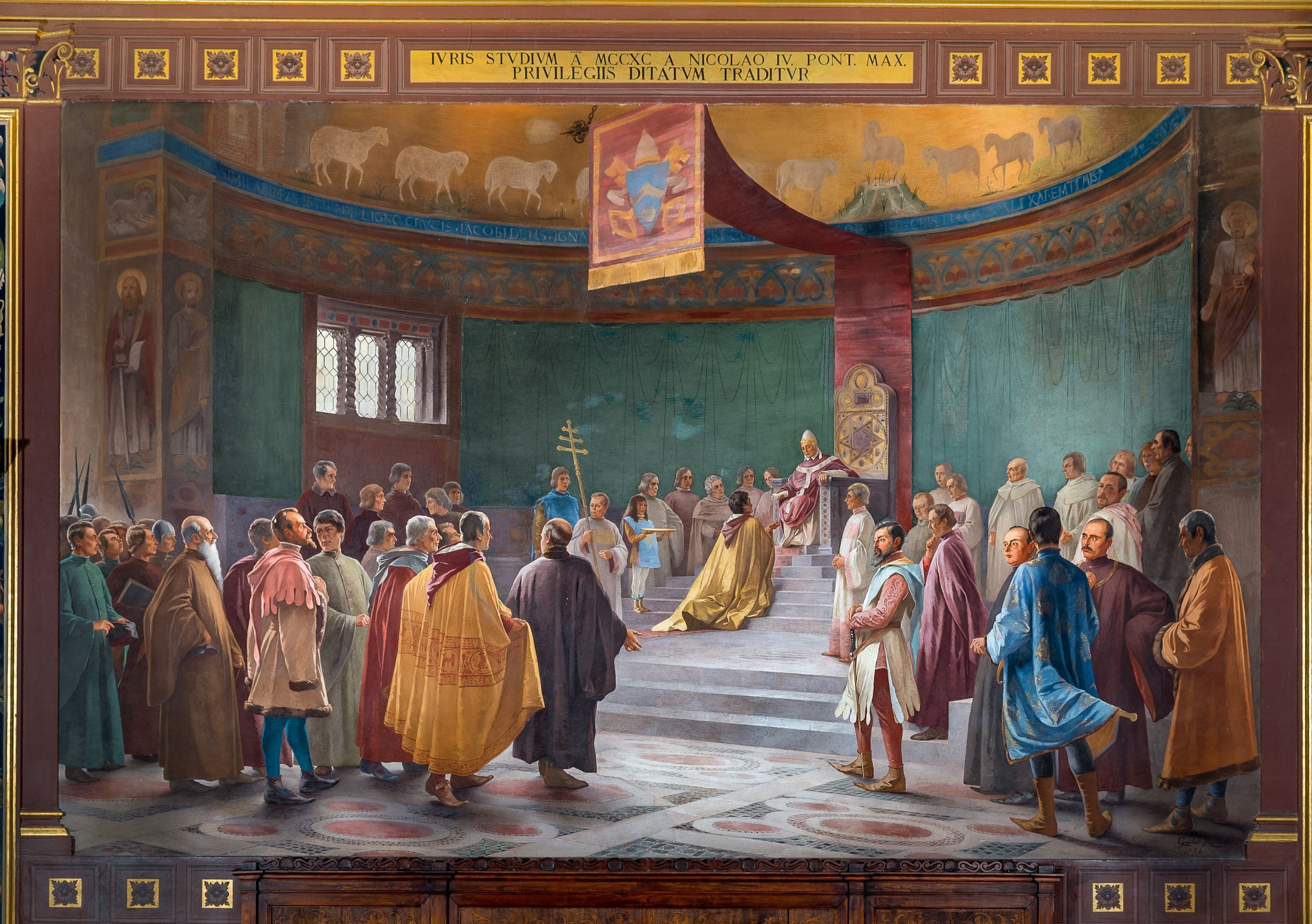
Giulio Rolland, Niccolò IV concede nel 1290 la bolla di istituzione dell'Università di Macerata (1894)

Il ciclo storico si compone di due grandi pitture murali situate sulle pareti lunghe dell'Aula. Le scene ritraggono Niccolò IV che concede la bolla di istituzione dell’Università e il Banditore che annuncia l’apertura dei corsi di legge, entrambi realizzati da Giulio Rolland, rispettivamente nel 1894 e nel 1893.
La prima, che occupa la parete sinistra, raffigura solennemente la consegna della bolla da parte del pontefice Niccolò IV agli ambasciatori del Comune, ambientata nell'abside di un'antica basilica romana e immaginata seguendo lo schema iconografico della conferma delle regole monastiche. All'interno del catino absidale viene ripresa la teoria di pecore della Basilica dei Santi Cosma e Damiano, mentre nel pavimento la decorazione in stile cosmatesco di San Benedetto in Piscinula. L’iscrizione al di sopra del dipinto recita:
L’immagine raffigurata da Rolland è basata solo sulla tradizione poiché non esiste un originale della bolla. Inoltre, sulla destra, è possibile riconoscere due ritratti: Carlo Calisse, l'uomo stempiato con i baffi vestito di color porpora e, dietro di lui, Rolland in abiti monastici che, seguendo lo schema rinascimentale, si autoritrae con lo sguardo rivolto verso lo spettatore.

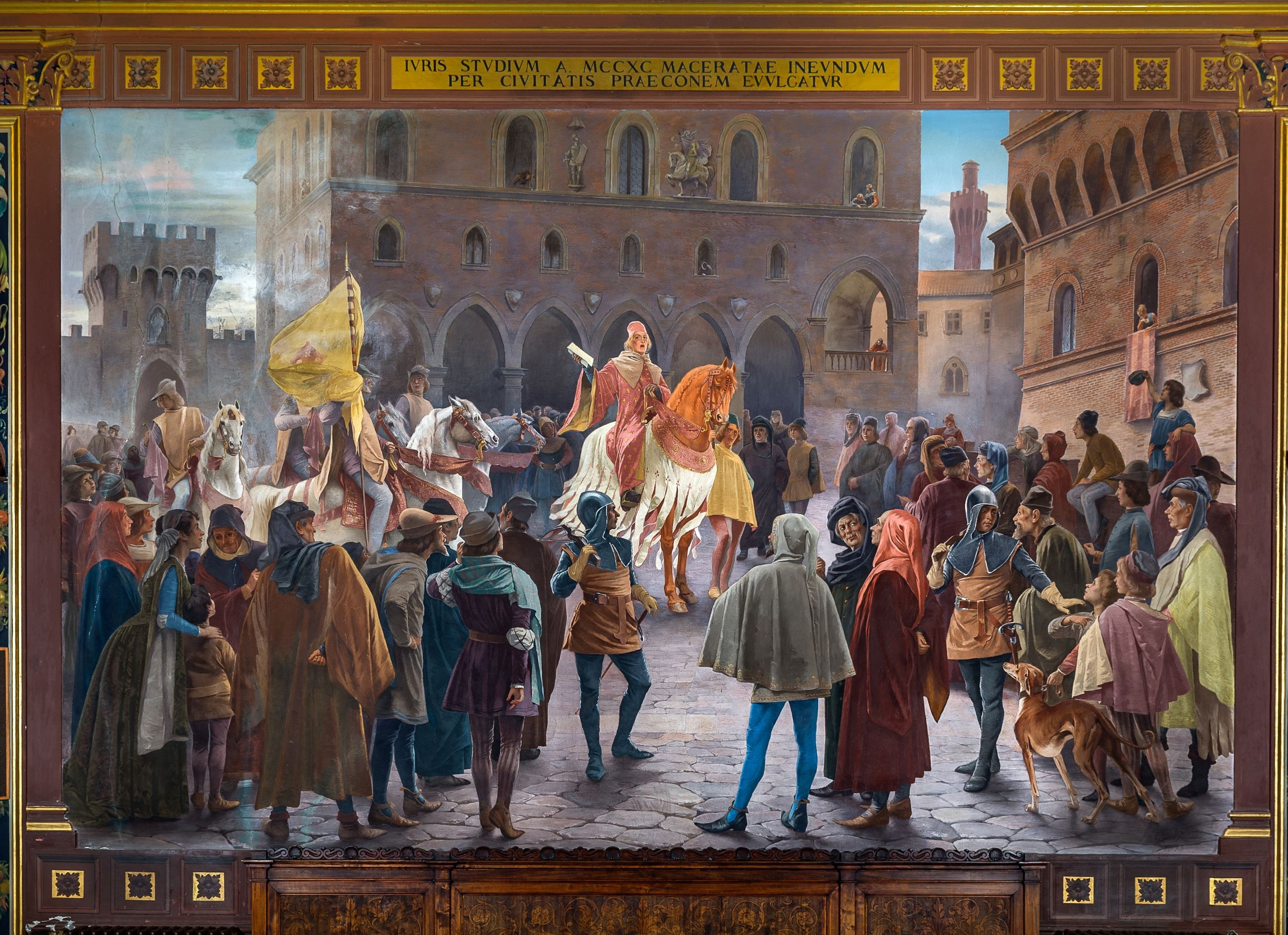
Giulio Rolland, Il banditore annuncia l'apertura dei corsi di legge nel 1290 (1893)

Il dipinto situato sulla parete di destra, ovvero Il banditore che annuncia l’apertura dei corsi di legge, raffigura l’arrivo a cavallo di un banditore, seguito da altri cavalieri che portano il vessillo della città di Macerata. La scena si sviluppa al centro della ricostruzione immaginaria di una piazza, nella quale è possibile riconoscere l'odierna Piazza della Libertà, rivisitata dal pittore in stile neogotico. Il protagonista mostra il bando che promuove la nascita di uno “studio di legge” istituito da Giulioso da Montegranaro e invita a frequentare le lezioni che sarebbero iniziate nel giorno di San Luca. A questa notizia il popolo, desideroso di accorrere e "udire la lieta novella, si accalca per apprezzare con gioia e grida la nascita del nuovo studio che avrebbe portato alla patria nome, civiltà, ricchezza”. L’iscrizione che sovrasta l’affresco recita:
 e rinforza la storicità del bando, riportato in documenti conservati nell’antico archivio comunale di Macerata.

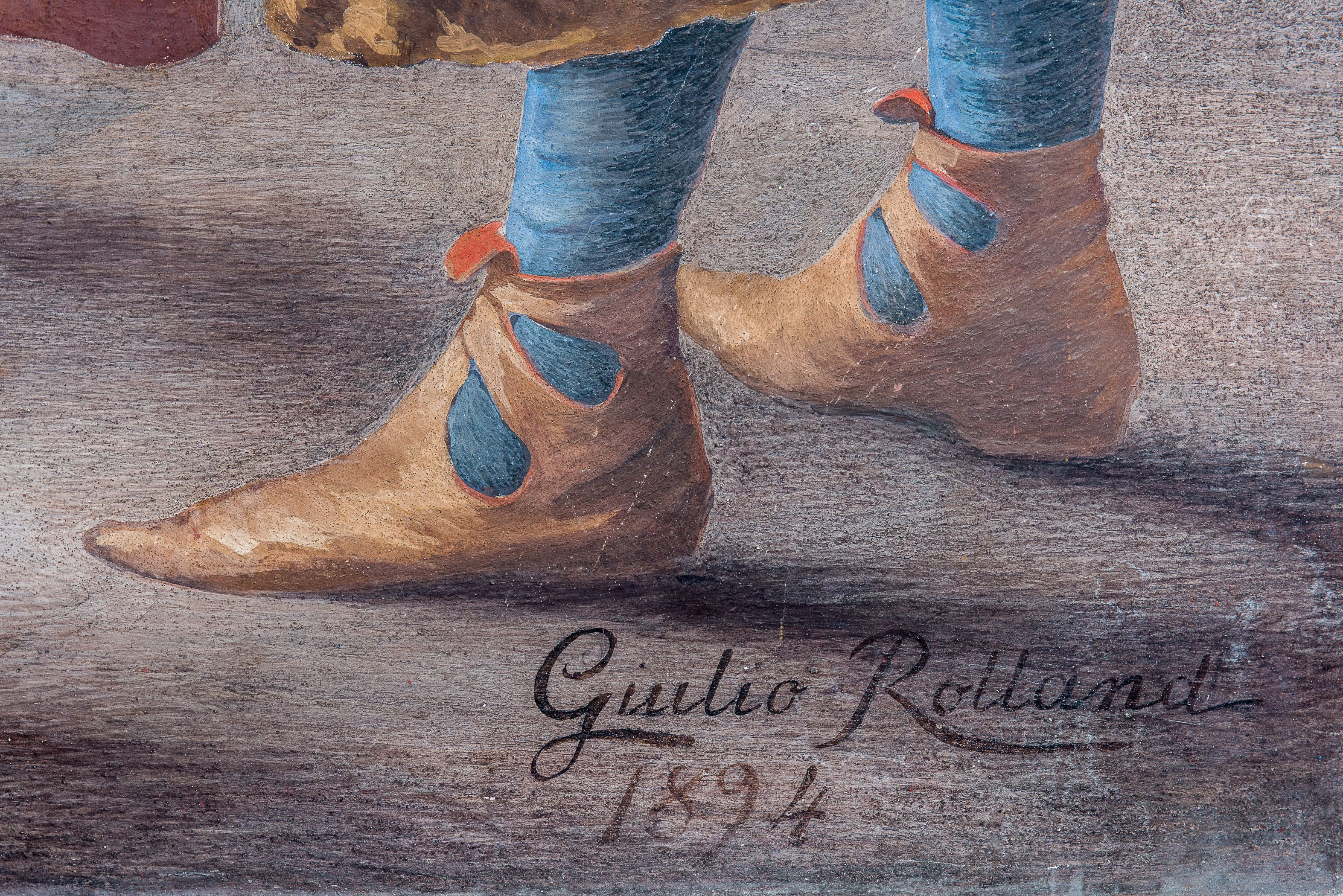
Giulio Rolland, dettaglio con la firma del pittore e la data di esecuzione

Come l'allestimento dell'aula, entrambi i dipinti sono stati realizzati in stile neo-rinascimentale, traendo ispirazione in alcuni casi da noti modelli cinquecenteschi. Inoltre, i due dipinti proseguono ai due lati con ulteriori figure, oltre gli arredi lignei. Infine, ambedue presentano in basso a destra la firma del pittore e le due datazioni.

#### Ciclo allegorico
Nell'attico sono rappresentate diverse personificazioni che rivestono valenza simbolica nell'ambito della giurisprudenza. Tutte panneggiate all'antica, esse sono inserite all'interno di una loggia sorretta da paraste che ricordano quelle di Melozzo da Forlì nel dipinto con Sisto IV che nomina il Platina prefetto della Biblioteca Vaticana e sono decorate con festoni di fiori e frutta derivati dalla scuola pittorica padovana. Al centro della parete di fondo è in evidenza lo stemma dei Savoia, affiancato da due geni alati intenti a suonare le chiarine: si tratta di personificazioni della Fama, la cui funzione è qui quella di celebrare il Regno d'Italia. Ciò si evince ulteriormente dalla presenza del tricolore nazionale a sinistra e della bandiera maceratese a destra.
L'emblema sabaudo è inserito tra due scene. A sinistra è dipinta una figura femminile seduta che indica con la mano destra una tabella, sorretta da un fanciullo, con l'iscrizione ROMA e che riceve una medaglia d'oro da un altro, questa volta ignudo e di spalle. In secondo piano, un terzo soggetto mostra il cartiglio che recita il motto ciceroniano HISTORIA MAGISTRA VITAE, svelando l'identità della donna: la personificazione della Storia. Nella scena di destra un'altra figura femminile siede allo stesso livello della precedente. Raffigurata con un'espressione pensosa e malinconica, la personificazione della Filosofia è interpretata come guida della vita, PHILOSOPHIA VITAE DUX, dicitura riportata nel cartiglio che avvolge il corpo di un giovinetto. Nell'angolo a sinistra della scena un secondo bambino legge un altro cartiglio.

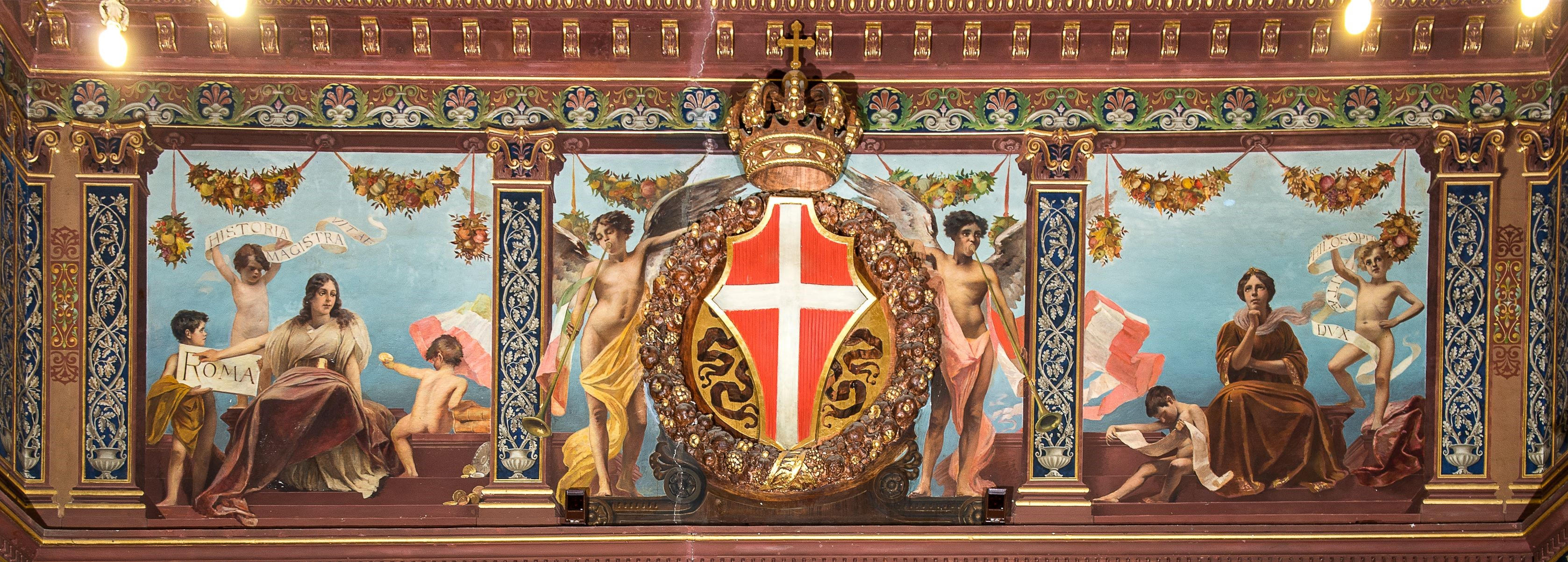
Personificazioni della Storia e della Filosofia

Sulla parete opposta è riproposto lo stesso schema compositivo, ad eccezione del riquadro centrale in cui compare la personificazione della Giurisprudenza in trono intenta a scrivere il CORPUS IUR[IS CIVILIS], sorretto da uno dei cinque puttini che animano la scena: uno mostra le LEX XII TABULARUM, quello in basso trascina un ramo di alloro, quello in secondo piano innalza una torcia e quello più a sinistra sostiene un libro.
La personificazione alla destra della Giurisprudenza è la Fortezza, vestita di un'armatura, mentre stringe un ramo di quercia, suo tipico attributo. A sottolineare ulteriormente la sua identità è presente un leone accucciato. A lato, un fanciullo reca un libro, mentre all'altro uno legge un cartiglio e un altro ancora, seduto accanto alla donna, mostra la tabella con l'iscrizione FORTITER. Nel riquadro alla nostra destra la Prudenza volge lo sguardo verso uno dei suoi attributi, lo specchio, sorretto da un fanciullo seduto, sul quale si adagia il cartiglio con il nome della donna, PRUDEN[TIA]; dietro di lui un giovane regge dei rotoli di pergamena. Al lato opposto, un ragazzo nudo in piedi stringe il morso delle redini, secondo attributo della Prudenza, la quale le tira verso di sé.

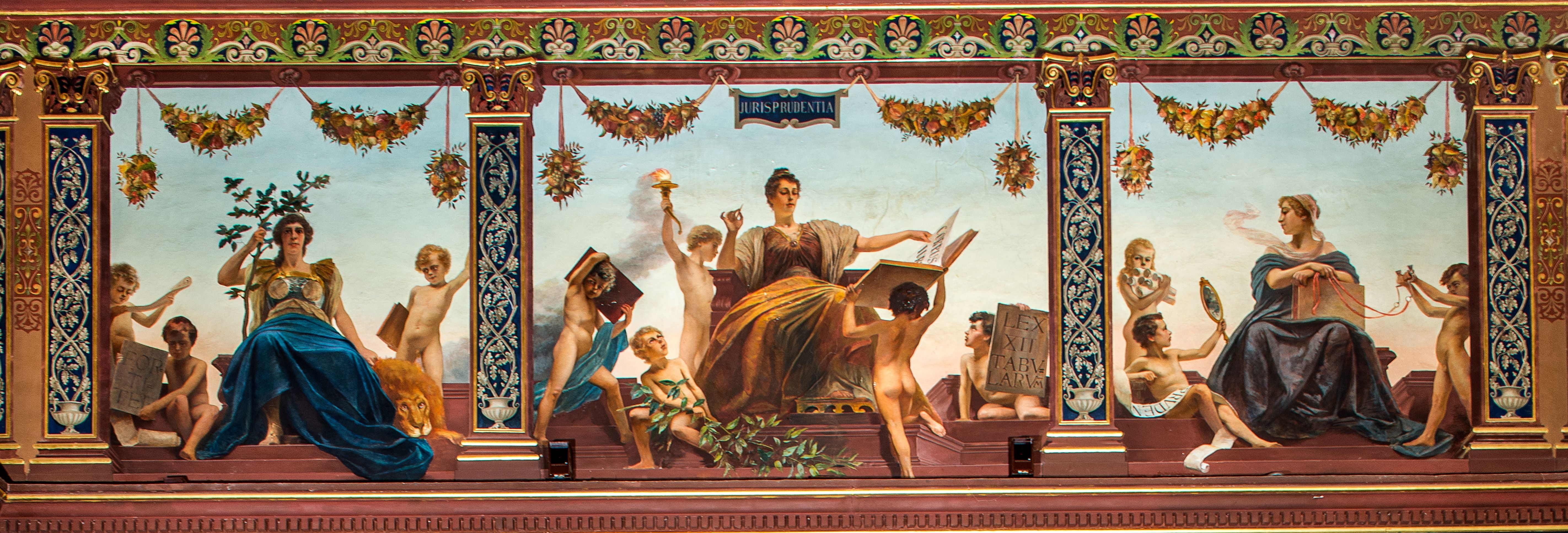
Personificazioni della Giurisprudenza tra le Virtù (Fortezza e Prudenza)

Le personificazioni della Filosofia e della Storia rappresentano le discipline che devono guidare il giurista nell'esercizio della sua professione, mentre la Prudenza e la Fortezza, che sono due delle quattro Virtù cardinali, sono i valori che il giurista deve possedere nel pieno rispetto del pensiero di Carlo Calisse. A questo concetto si ricollega la già citata massima tratta dal Digesto.
Sulle pareti laterali sono dipinti quattro ritratti di uomini illustri marchigiani legati all'Università di Macerata. Si tratta di Giulioso da Montegranaro, Alberico Gentili da Sanginesio, Bartolo da Sassoferrato e Francesco Filelfo da Tolentino, tutti riconoscibili dalla presenza dei nomi in latino. I ritratti sono inseriti tra candelabre ornamentali che citano le decorazioni di Desiderio da Settignano.

Ritratti di uomini illustri
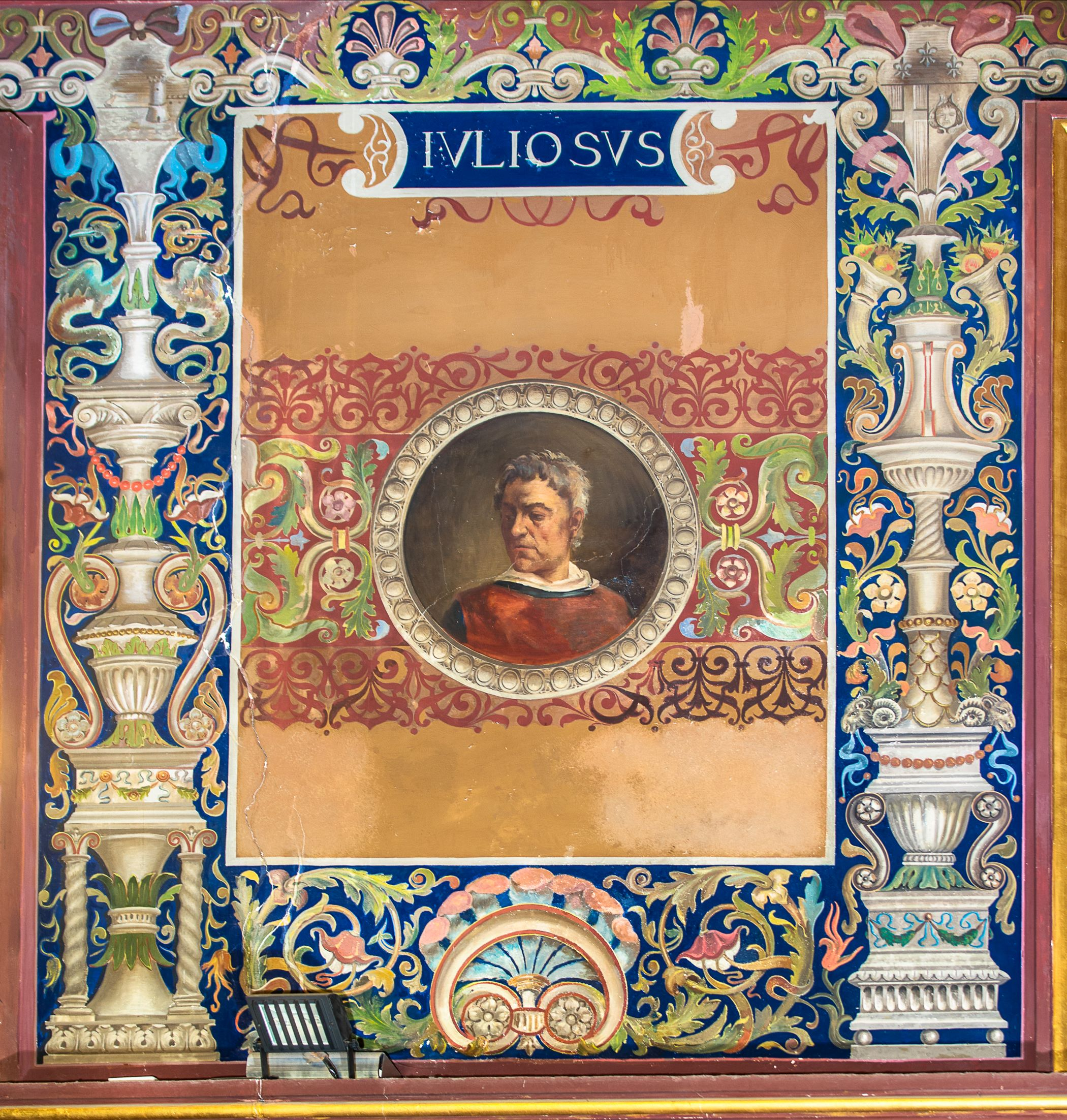
Giulioso da Montegranaro
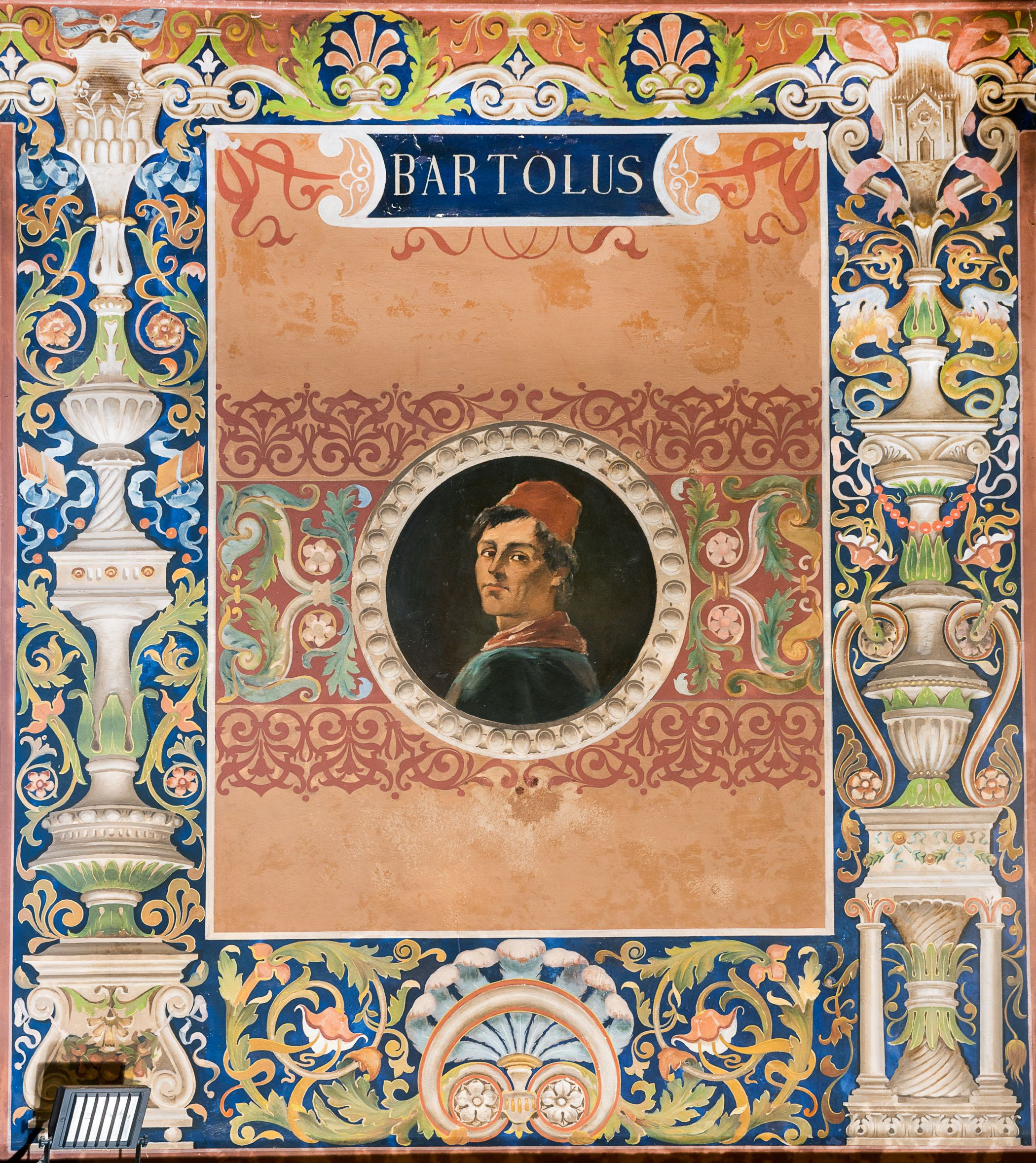
Bartolo da Sassoferrato
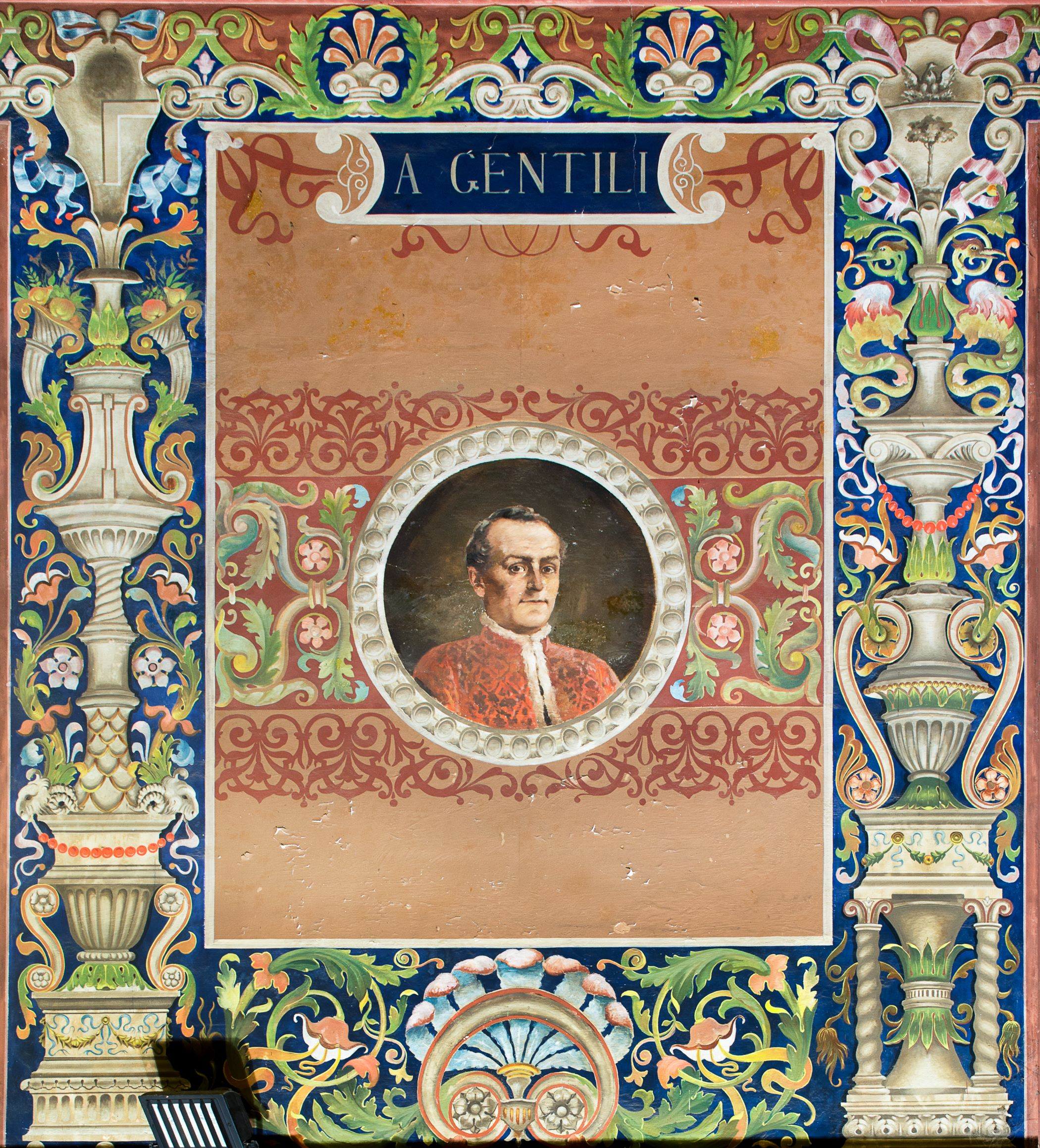
Alberico Gentili da Sanginesio
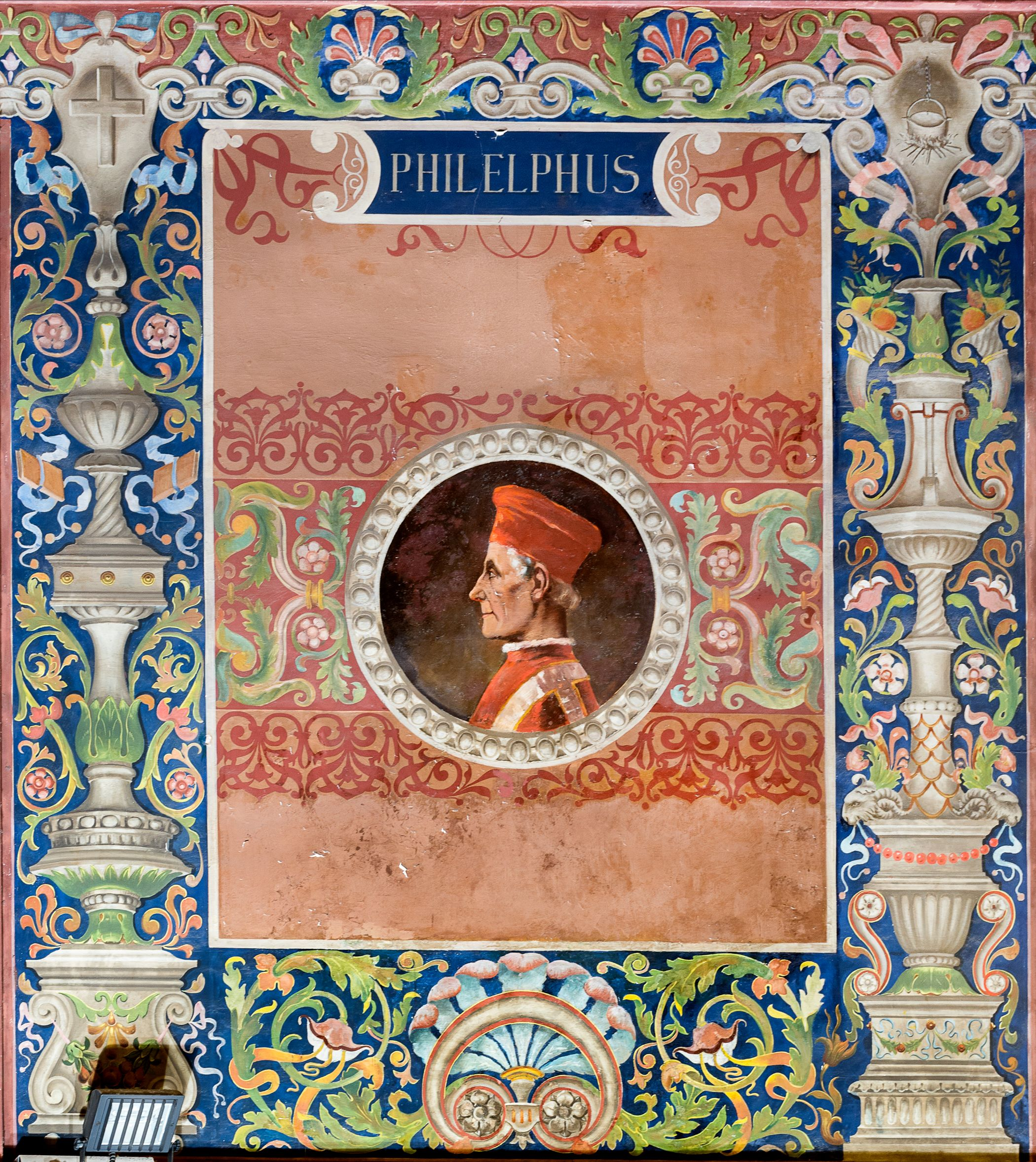
Francesco Filelfo da Tolentino